# Комплесо Агаве (Лече)
Комплесо Агаве (итал. Complesso Agave) је насеље у Италији у округу Лече, региону Апулија.
Према процени из 2011. у насељу је живело 719 становника. Насеље се налази на надморској висини од 36 м.